# 4788 Simpson
4788 Simpson este un asteroid din centura principală, descoperit pe 4 octombrie 1986 de Edward Bowell.